# Adams, Quận Jackson, Wisconsin
Adams là một thị trấn thuộc quận Jackson, tiểu bang Wisconsin, Hoa Kỳ. Năm 2010, dân số của thị trấn này là 1.280 người.